# Stenocarpus heterophyllus
Espèce
Synonymes
- Cybele heterophylla (Brongn. & Gris) Kuntze[2]

Statut de conservation UICN

 EN B1ab(iii,v)+2ab(iii,v) : En danger
Stenocarpus heterophyllus est une espèce de plantes à fleurs du genre Stenocarpus de la famille des Proteaceae endémique de Nouvelle-Calédonie. Elle est menacée par la disparition de son habitat.